# Phaonia nigrierrans
Phaonia nigrierrans este o specie de muște din genul Phaonia, familia Muscidae, descrisă de Cui, Zhang și Xue în anul 1998. Conform Catalogue of Life specia Phaonia nigrierrans nu are subspecii cunoscute.